# Yorktown (Indiana)
Yorktown é uma cidade  localizada no estado americano de Indiana, no Condado de Delaware.

## Demografia
Segundo o censo americano de 2000, a sua população era de 4785 habitantes.
Em 2006, foi estimada uma população de 4981, um aumento de 196 (4.1%).

## Geografia
De acordo com o United States Census Bureau tem uma área de
9,3 km², dos quais 9,1 km² cobertos por terra e 0,2 km² cobertos por água.

## Localidades na vizinhança
O diagrama seguinte representa as localidades num raio de 16 km ao redor de Yorktown.